# Ambassade de France en Mauritanie
L'ambassade de France en Mauritanie est la représentation diplomatique de la République française auprès de la république islamique de Mauritanie. Elle est située à Nouakchott, la capitale du pays, et son ambassadeur est, depuis 2022, Alexandre Garcia (d).

## Ambassade
L'ambassade est située à Nouakchott, dans le quartier de Tevragh-Zeina. Elle accueille aussi le consulat.

## Histoire
L'ambassade a fait l'objet d'un attentat-suicide le samedi 8 août 2009, dans lequel deux gendarmes mobiles français ont été légèrement blessés. L'attentat est l'œuvre d'Al-Qaïda au Maghreb islamique (AQMI) et a été perpétré par un kamikaze surnommé Abou Ishaq al-Chanqiti.

## Ambassadeurs de France en Mauritanie
| De   | À    | Ambassadeur                |
| ---- | ---- | -------------------------- |
| 1960 | 1961 | Pierre Anthonioz           |
| 1961 | 1963 | Jacques Leprette           |
| 1963 | 1966 | Jean-François Deniau       |
| 1966 | 1969 | Henri Costilhes (d)        |
| 1969 | 1973 | Adrien Dufour              |
| 1973 | 1976 | Henri Gauthier (d)         |
| 1976 | 1979 | Michel Removille           |
| 1979 | 1982 | Maurice Courage (d)        |
| 1982 | 1985 | Bernard Lopinot (d)        |
| 1985 | 1988 | Jean Bellivier (d)         |
| 1988 | 1991 | Pierre Lafrance (d)        |
| 1991 | 1994 | Michel Raimbaud            |
| 1994 | 1996 | Claude Losguardi (d)       |
| 1996 | 2001 | Jean-Paul Taix (d)         |
| 2001 | 2003 | Jean-François Thibault (d) |
| 2003 | 2007 | Patrick Nicoloso (d)       |
| 2007 | 2011 | Michel Vandepoorter (d)    |
| 2011 | 2014 | Hervé Besancenot (d)       |
| 2014 | 2018 | Joël Meyer (d)             |
| 2018 | 2022 | Robert Moulié (d)          |
| 2022 | auj. | Alexandre Garcia (d)       |

## Relations diplomatiques
Les relations franco-mauritaniennes sont restées particulièrement étroites depuis l’indépendance du pays en 1960. Elles ont néanmoins connu un fort ralentissement en 1999 à la suite de la mise en examen en France d’un stagiaire officier militaire mauritanien, puis se sont réchauffées à partir de 2001. Le coup d'État du 3 août 2005 a entraîné l'ouverture de consultations entre l'Union européenne et la Mauritanie qui ont abouti au maintien de la coopération, grâce aux engagements démocratiques pris par le gouvernement provisoire du colonel Ely Ould Mohamed Vall.

## Consulats
Outre la section consulaire de l'ambassade, un consulat honoraire pour la Wilaya de Dakhlet Nouadhibou est situé dans le périmètre des anciens locaux du Consulat Général de France à Nouadhibou aujourd'hui occupés par l'Alliance française de Nouadhibou.

### Communauté française
Au 31 décembre 2016, 1 713 Français sont inscrits sur les registres consulaires en Mauritanie, les plaçant largement en tête des communautés occidentales dans ce pays.
| 2001  | 2002  | 2003  | 2004  |
| ----- | ----- | ----- | ----- |
| 1 520 | 1 507 | 1 680 | 1 811 |

| 2005  | 2006  | 2007  | 2008  |
| ----- | ----- | ----- | ----- |
| 1 920 | 2 163 | 1 721 | 1 896 |

| 2009  | 2010  | 2011  | 2012  |
| ----- | ----- | ----- | ----- |
| 2 117 | 1 926 | 2 127 | 2 120 |

| 2013  | 2014  | 2015  | 2016  |
| ----- | ----- | ----- | ----- |
| 1 915 | 1 868 | 1 756 | 1 713 |

| 2017  | 2018  | 2019  | 2020  |
| ----- | ----- | ----- | ----- |
| 1 703 | 1 892 | 1 857 | 1 748 |

| 2021  | - | - | - |
| ----- | - | - | - |
| 1 663 | - | - | - |

### Circonscriptions électorales
Depuis la loi du 22 juillet 2013 réformant la représentation des Français établis hors de France avec la mise en place de conseils consulaires au sein des missions diplomatiques, les ressortissants français de la Mauritanie élisent pour six ans un conseiller consulaire. Ce dernier a trois rôles : 
1. il est un élu de proximité pour les Français de l'étranger ;
2. il appartient à l'une des quinze circonscriptions qui élisent en leur sein les membres de l'Assemblée des Français de l'étranger ;
3. il intègre le collège électoral qui élit les sénateurs représentant les Français établis hors de France.

Pour l'élection à l'Assemblée des Français de l'étranger, la Mauritanie représentait jusqu'en 2014 une circonscription électorale ayant pour chef-lieu Nouakchott et désignant un siège. La Mauritanie appartient désormais à la circonscription électorale « Afrique occidentale » dont le chef-lieu est Dakar et qui désigne quatre de ses 26 conseillers consulaires pour siéger parmi les 90 membres de l'Assemblée des Français de l'étranger.
Pour l'élection des députés des Français de l’étranger, la Mauritanie dépend de la 9e circonscription.